# جسم فيروكاي

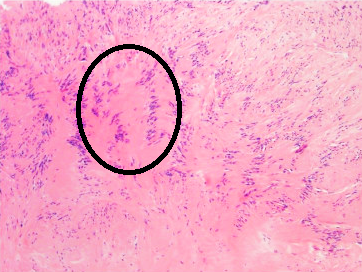

أجسام فيروكاي (بالإنجليزية: Verocay body)‏ وتُسمى أيضاً أجسام أنتوني A، هيَ مناطق خَلوية مُحاطة بسياجات نووية على العَكس من أجسام أنتونتي B. تُوجد هذه الأجسام في النمط النسيجي الخاص بورم شوان.